# Mauprat (film)
Pour les articles homonymes, voir Mauprat.
Pour plus de détails, voir Fiche technique et Distribution.
Mauprat est un film muet français réalisé par Jean Epstein et sorti en 1926.
Il s'agit de l'adaptation du roman Mauprat de George Sand.

## Synopsis
Bernard de Mauprat a été élevé depuis son plus jeune âge par son oncle dans la criminalité mais un autre oncle compte le ramener sur le droit chemin. 

## Fiche technique
- Titre original : Mauprat
- Réalisation : Jean Epstein
  - Assistant réalisateur : Luis Buñuel
- Scénario : Jean Epstein, d'après le roman Mauprat de George Sand
- Pays de production : France
- Langue originale : français
- Affiche : Jean-Adrien Mercier
- Format : noir et blanc — muet
- Genre : drame
- Durée : 88 minutes
- Date de sortie :
  - France : 19 octobre 1926

## Distribution
- Sandra Milovanoff : Edmée de Mauprat
- Nino Constantini : Bernard de Mauprat
- Maurice Schutz : Tristan de Mauprat / Hubert de Mauprat
- René Ferté : monsieur de La Marche
- Alex Allin : Marcasse
- Halma : Jean de Mauprat
- Alexej Bondireff
- Luis Buñuel

## Production
Le tournage a lieu au château de Châteaubrun à Cuzion (Indre).